# Översättningsverktyg
Översättningsverktyg (engelska: computer-aided translation tool, CAT) är programvara som är utvecklad för att underlätta för människor att översätta naturligt språk. 
Datorstödd översättning eller datorassisterad översättning (computer-aided translation (CAT)) är en form av översättning där en mänsklig översättare använder datormaskinvara för att stödja och underlätta översättningsprocessen.
Datorstödd översättning kallas ibland för datorassisterad, maskinassisterad eller maskinstödd översättning (ej att förväxla med maskinöversättning ). Vanligtvis fungerar översättningsverktyg med hjälp av översättningsminnen och termhanteringsfiler.

## Översikt
Dagens automatiska system för maskinöversättning kan inte skapa översättningar med tillräckligt hög kvalitet utan hjälp. Den översatta texten måste redigeras av en människa som korrigerar fel och förbättrar kvaliteten på översättningen. Översättningsverktyget integrerar det manuella redigeringssteget i programvaran, vilket gör översättning till en interaktiv process mellan människa och dator.

## Funktion
Grundfunktionen för översättningsverktyg är möjligheten att importera dokument i olika format, som sedan presenteras i vanlig text som extraherats från dokumenten. Ofta segmenterar programmet dessutom texten i meningar eller stycken.

Allteftersom översättaren sedan översätter segment för segment sparas översättningarna i ett översättningsminne (engelska: translation memory, TM). När översättningsverktyget känner av att det aktuella segmentet redan har översatts, föreslår det att översättningen ska infogas. Detta gäller även träffar som kanske inte helt överensstämmer med segmentet.
Vidare finns ofta möjligheten att importera ordlistor, för att hjälpa till med termer och uttryck, som kanske är specifika för just den kunden som beställt översättningen.
När översättningen är klar skapar man de översatta dokumenten genom att låta översättningsverktyget slå ihop informationen som finns i översättningsminnet med källdokumentet och skapar alltså ett måldokument med exakt samma formatering.

## Vanliga översättningsverktyg
- Trados
- OmegaT
- Transit